# Orso 2. Participazio
Orso 2. Participazio (døde 932) var doge i Venedig fra 912 til 932. I 912 blev han bortført i Adriaterhavet af en serbisk fyrste fra Zachlumia ved navn Mihailo Višević mens han var på vej tilbage med dogens søn fra et officielt besøg i Konstantinopel. Bulgarien var i krig med Byzans, som var Venedigs overhoved, så fyrsten sendte ham til kejser Simeon 1. af Bulgarien, i håb om at denne ville fjerne Petar Gojniković's dominans i området. 
Orso blev den 18. doge i Venedig. Han blev valgt af folkeforsamlingen. Det lader til, at han ikke var i familie med Participazio familien, som allerede havde leveret mange doger. (Der var en tidligere Orso 2. Participazio som forsøgte at blive doge omkring 887, men lader til slet ikke at have været i familie.) Så snart han var blevet valgt sendte han sin søn Pietro til Konstantinobel for at genetablere forholdet til den byzantinske kejser, som hans forgængere havde forsømt. Pietro blev udnævnt til protospatario. Adriaterhavet var stadig plaget af dalmatiske, sarasenske og narentanske pirater, men dogen greb ikke ind. Han blev udnævnt til Baduario i Konstantinobel. Hans familie antog denne titel og modificerede den i tidens løb til Badoer, som blev et prominent navn blandt de adelige i Venedig. Under hans ledelse etablerede Venedig en mønt. I 932 trak han sig tilbage til klosteret Saint Felice i Ammiana, hvor han levede som munk indtil sin død. Han blev begravet ved klosteret. Hans portræt findes i kirken Madonna i haven.